# Provincia de Santo Domingo
La provincia de Santo Domingo es una de las 31 provincias de la República Dominicana, ubicada en la Región Este. Fue separada del Distrito Nacional el 16 de octubre de 2001. La provincia Santo Domingo forma parte de la región de desarrollo Ozama, junto con el Distrito Nacional.
Su ciudad más poblada es Santo Domingo Este, el cual es además el municipio más poblado del país y forma parte del Gran Santo Domingo. Como provincia, es la que concentra mayor cantidad de población.

## Historia
El origen de la provincia lo podemos encontrar en 1844, en la primigenia provincia de Santo Domingo, aunque esta tenía su capital en la ciudad de Santo Domingo, hoy Distrito Nacional. Por tanto, este territorio será dependiente de la capital del país hasta 2001.
La constitución dominicana de 1907 menciona ciertas localidades que hoy pertenecen a esta provincia, tales como: Villa Duarte (Santo Domingo Este), Villa Mella (Santo Domingo Norte), Guerra y La Victoria. Durante la dictadura de Trujillo, en 1932 se crea la provincia de Trujillo (hoy San Cristóbal), en la que se encontraban las comunes de Villa Mella y La Victoria. A la vez se le cambiaba el nombre a la región de la capital por el de Provincia Nacional. La Ley n.º 1521, del 20 de junio de 1938, creó la provincia de Monte Plata, a la cual pertenecían las comunes de Guerra, Villa Mella y La Victoria. Estas pasarían nuevamente a la provincia de Trujillo en 1944 con la supresión de la provincia de Monte Plata.
La Ley General sobre División Territorial no. 5220, del 30 de septiembre de 1959, enumera las secciones que pertenecían al municipio de Ciudad Trujillo, nombre que recibía Santo Domingo durante la dictadura, dentro del Distrito Nacional. Estas eran:
- Los Alcarrizos
- Boca Chica
- La Bomba (hoy parte de Santo Domingo Norte)
- Cancino (hoy parte de Santo Domingo Este)
- El Coco de Pedro Brand
- Guayacanes (actualmente en San Pedro de Macorís)
- Guerra
- Haina (referido a lo que hoy es Herrera, Engombe y áreas aledañas)
- Hato Viejo
- Higüero (hoy parte de Santo Domingo Norte)
- Manoguayabo (hoy parte de Santo Domingo Oeste)
- Mendoza (hoy parte de Santo Domingo Este)
- Pedregal (hoy parte de Pedro Brand)
- La Victoria
- Villa Mella (hoy parte de Santo Domingo Norte)

El 16 de octubre de 2001 se firma la Ley n.º 163-01 que establece la provincia de Santo Domingo, como escisión del Distrito Nacional. Esta ley establece los límites de la nueva provincia y enumera sus municipios, los cuales inicialmente eran: Santo Domingo Este, Santo Domingo Norte, Santo Domingo Oeste y Boca Chica.
En 2004, el distrito municipal de Guerra es elevado a municipio mediante la Ley n.º 106-64. Al año siguiente, mediante la Ley n.º 64-05, se eleva a la categoría de municipios los distritos municipales de Los Alcarrizos y de Pedro Brand.

## Municipios y distritos municipales
A partir del 20 de junio de 2006, la provincia se divide en los siguientes 7 municipios y 9 distritos municipales:
- Boca Chica
  - La Caleta
  - San Andrés
- Los Alcarrizos
  - Palmarejo-Villa Linda
  - Pantoja
- Pedro Brand
  - La Cuaba
  - La Guáyiga
- San Antonio de Guerra
  - Hato Viejo
- Santo Domingo Este
  - San Luis
- Santo Domingo Norte
  - La Victoria
- Santo Domingo Oeste

## Población
La siguiente es una tabla ordenada de los municipios con las cifras de población según el censo de 2010. La población urbana es la que vive en las cabeceras municipales de los municipios. La población rural es aquella que vive en los subdistritos dentro de los municipios.
| Nombre                     | Población total | Población urbana | Población rural |
| -------------------------- | --------------- | ---------------- | --------------- |
| Los Alcarrizos             | 263 861         | 181 175          | 82 686          |
| Boca Chica                 | 123 510         | 53 326           | 70 184          |
| Pedro Brand                | 103 685         | 72 366           | 31 319          |
| San Antonio de Guerra      | 102 586         | 59 631           | 42 955          |
| San Luis                   | 301 062         | 203 209          | 97 853          |
| Santo Domingo Este         | 701 269         | 402 901          | 298 368         |
| Santo Domingo Norte        | 705 983         | 589 047          | 116 936         |
| Santo Domingo Oeste        | 693 255         | 557 999          | 135 256         |
| Provincia de Santo Domingo | 2 995 211       | 2 119 654        | 875 557         |

## Desarrollo
Esta es la provincia más pujante de la República Dominicana, en gran medida porque en ella se encuentran dos de los aeropuertos más importantes del país, el Aeropuerto Internacional de Las Américas y Aeropuerto Internacional La Isabela, así como los puertos más importantes del país tales, el puerto de Haina y el Multimodal Caucedo.
El territorio de esta provincia es bastante fértil en toda su geografía, destacándose los ríos, Ozama, Haina e Isabela.

## Límites
Limita con las provincias de Monte Plata al norte, San Cristóbal al oeste, San Pedro de Macorís al este, y con el mar Caribe al sur.
|                      | Norte: Monte Plata |                            |
| Oeste: San Cristóbal |                    | Este: San Pedro de Macorís |
|                      | Sur: Mar Caribe    |                            |